# Nu Aquarii
Nu Aquarii (Albulaan, 13 Aquarii) é uma estrela na direção da constelação de Aquarius. Possui uma ascensão reta de 21h 09m 35.59s e uma declinação de −11° 22′ 18.0″. Sua magnitude aparente é igual a 4.50. Considerando sua distância de 164 anos-luz em relação à Terra, sua magnitude absoluta é igual a 1.00. Pertence à classe espectral G8III.